# Desmethoxyyangonin
Desmethoxyyangonin hay 5,6-dehydrokavain là một trong sáu loại kavalactone chính được tìm thấy trong cây Piper methysticum (kava).

## Dược lý
Desmethoxyyangonin là một chất ức chế thuận nghịch của monoamin oxydase B (MAO-B). Kava có khả năng làm tăng nồng độ dopamine trong nhân accumbens  và desmethoxyyangonin có thể góp phần vào hiệu ứng này. Điều này, cùng với sự gia tăng tiềm năng của serotonin và nồng độ catecholamine khác, có thể là nguyên nhân gây ra tác dụng thúc đẩy sự chú ý có mục đích của kava.
Desmethoxyyangonin đánh dấu hoạt động trên việc tạo ra CYP3A23.